# Sam Maguire
Samuel "Sam" Maguire (1879 - 6 de fevereiro de 1927), foi um republicano irlandês e um futebolista gaélico, lembrado como um epônimo da Sam Maguire Cup, dado ao Campeão do torneio principal de futebol gaélico do país.